# Manuela Chaves
Manuela Chaves (Ponta Delgada, 1946), é uma agrónoma portuguesa, conhecida por estudar a aptidão de as plantas se adaptarem a condições adversas ao seu desenvolvimento e de que forma isto pode ser aplicado na agricultura. O seu trabalho cientifico foi em 2017 reconhecido pelo Ministério da Ciência, Tecnologia e Ensino Superior de Portugal, que lhe atribuiu a Medalha de Mérito Cientifico.

## Percurso
Maria Manuela Chaves, nasceu em Ponta Delgada, no dia 10 de Setembro de 1946. 
Formou-se em agronomia no Instituto Superior de Agronomia da Universidade Técnica de Lisboa em 1972. 
É responsável pelo grupo de investigação do departamento de botânica do Instituto Tecnologia Quimica e Biológica da Universidade Nova de Lisboa. 

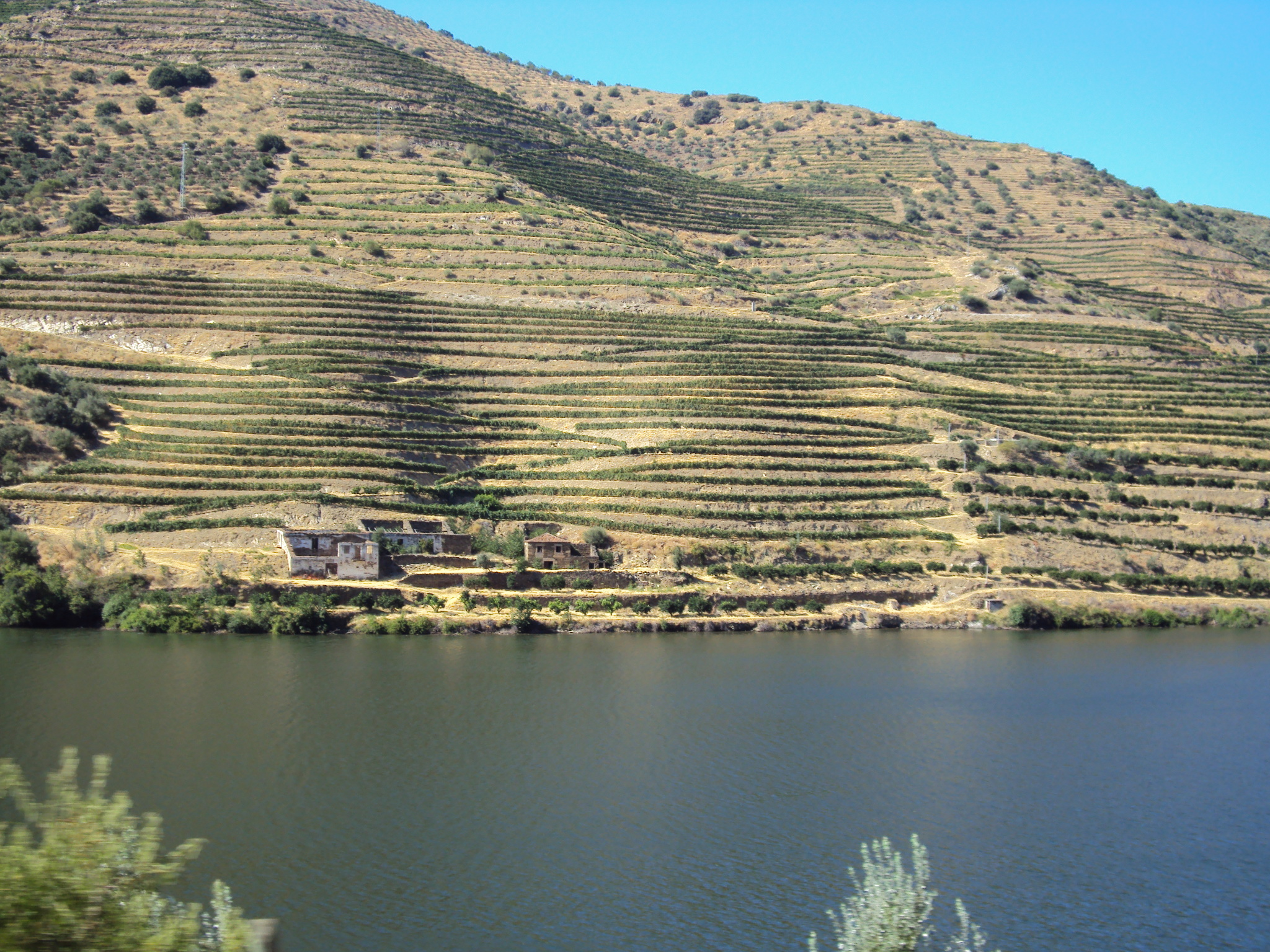
Vinhas do Douro, Portugal

O seu trabalho de investigação têm-se debruçado sobre a capacidade que as plantas têm de se adaptar às alterações climáticas, nomeadamente à seca. Dedicou-se particularmente ao estudo da ecofisiologia das plantas. 

## Prémios e Reconhecimento
Ganhou o prémio Annals of Botany Lecturer em 2008, este prémio é atribuído pela revista científica de botânica Annals of Botany.  No mesmo ano também recebeu o prémio cientifico UTL/SANTANDER TOTTA. 
Em 2017, o  Ministério da Ciência, Tecnologia e Ensino Superior de Portugal, condecorou-a com a medalha de mérito cientifico, pelo seu trabalho de investigação sobre a aptidão de as plantas, se adaptarem a condições adversas ao seu desenvolvimento e de que forma isto pode ser aplicado na agricultura. 
Ela e outras cientistas portuguesas foram homenageadas pelo Ciência Viva, na segunda edição do livro Mulheres na Ciência, publicado em 2019. 

## Obras Seleccionadas
É autora de vários artigos científicos, nomeadamente: 
1977 - Método para a determinação de hidratos de carbono totais não estruturais: estudo comparativo em material vegetal, co-autor Ilídio Moreira, revista Agronomia Lusitana 
1986 - Fotossíntese e repartição dos produtos de assimilação em Vitis Vinifera, Lisboa, Instituto Superior de Agronomia 
1991 - Effects of water deficits on carbon assimilation, Journal of experimental Botany 
2016 - Controlling stomatal aperture in semi-arid regions—The dilemma of saving water or being cool?, Plant Science 
2015 - Grapevine In A Changing Environment, co-autores Hernani Geros, Serge Delrot, Hipolito Medrano Gil, editora WILEY, ISBN: 9781118736043 